# ليزلي نيل
ليزلي نيل (بالإنجليزية: Leslie Bourneman Neale)‏ هو سياسي نيوزلندي، ولد في 26 يونيو 1886، وتوفي في 26 أغسطس 1959.